# Trisomie 10
Eine Trisomie 10 ist eine durch eine Verdreifachung (Trisomie) von Erbmaterial des Chromosom 10s hervorgerufene Behinderung auf der Grundlage einer Genommutation. Sie ist für etwa 2 % der Spontanaborte verantwortlich.
Bei Menschen mit Trisomie 10 ist das Chromosom 10 oder ein Teil davon dreifach (= trisom) statt üblicherweise zweifach (= disom) in allen oder in einem Teil der Körperzellen vorhanden.

## Einteilung
Es werden folgende Formen der Trisomie 10 unterschieden:
- Freie Trisomie 10: Typus, bei dem in allen Körperzellen das Chromosom 10 komplett dreifach (trisom) vorhanden ist. Der Karyotyp der Freien Trisomie 10 lautet: 47,XX+10 bzw. 47,XY+10.
- Translokations-Trisomie 10: Typus, bei dem in allen Körperzellen das Chromosom 10 komplett dreifach (trisom) vorhanden ist, eines der Chromosomen 10 sich jedoch an ein anders Chromosom angelagert hat. Eine Chromosomenverlagerung wird in der Genetik als Translokation bezeichnet.
- Mosaik-Trisomie 10: Typus, bei dem nicht in allen Körperzellen das Chromosom 10 dreifach (trisom) vorhanden ist, sondern gleichzeitig eine Zelllinie mit dem üblichen disomen Chromosomensatz existiert. Das parallele Vorliegen mehrerer Karyotypen wird in der Genetik als Mosaik bezeichnet. Der Karyotyp der Mosaik-Trisomie 10 lautet: 46,XX/47,XX+10 bzw. 46,XY/47,XY+10.[2]
- Partielle Trisomie 10: Typus, bei dem die Chromosomen 10 zwar wie üblich zweifach (disom) in allen Körperzellen vorliegen, allerdings ein Teil eines der beiden Chromosomen 10 verzweifacht ist, wodurch eines der Chromosomen 10 etwas länger ist als das andere. Die Erbinformationen in diesem Abschnitt liegen somit insgesamt dreifach (trisom) vor.[3][4][5]
- Mikroduplikationssydrom[6]